# Paolo Pietroni
Paolo Pietroni (Parma, 22 luglio 1940) è un giornalista, drammaturgo e scrittore italiano. Come scrittore è noto soprattutto per essere autore del romanzo Sotto il vestito niente, pubblicato con lo pseudonimo di Marco Parma.

## Biografia

### Carriera giornalistica
Ha iniziato la sua carriera nel 1961 come redattore di «Settimana Radio TV», settimanale concorrente di «Radiocorriere TV», la rivista ufficiale che pubblica i palinsesti della Rai. Nel 1962 si è diplomato come attore alla scuola del Teatro Filodrammatici di Milano.
 
Nel 1966 entra alla Rizzoli Editore come redattore praticante nel settimanale «Novella 2000». Nel 1968 il suo primo scoop sui campeggi paramilitari fascisti viene ripreso in prima pagina dai maggiori quotidiani italiani. Poco tempo dopo viene chiamato alla redazione di «Epoca» a Roma. Dopo tre anni rientra alla Rizzoli come caporedattore e poi art director di «Annabella». Nel 1974, dopo l'acquisto del «Corriere della Sera» da parte della Rizzoli, viene nominato da Andrea Rizzoli e Nicola Carraro direttore - nonostante la giovane età - del settimanale «Amica». Negli anni della sua seconda direzione (1982-1988) rilancia il settimanale cambiando completamente formula. Nello stesso periodo crea e/o dirige, sempre per la Rizzoli, i mensili «Salve», «Insieme», «Max» e il «Corriere Medico», inserto quotidiano del «Corriere della Sera».

Nel 1987 fonda e dirige la sua testata più innovativa e importante: «Sette», supplemento illustrato a colori del «Corriere della Sera». La concorrenza sta lavorando nello stesso periodo ad un settimanale patinato, «Il Venerdì di Repubblica». Pietroni riesce a battere Scalfari (direttore di «Repubblica») sui tempi della prima uscita con un escamotage: per settimane dichiara pubblicamente che «Sette» sarebbe nato in ottobre.
Lo stile con cui Pietroni ha diretto i suoi periodici è considerato molto innovativo dagli storici del giornalismo, in particolare per quanto riguarda le esperienze di «Amica», «Max» e «Sette»:
- Nel caso di Amica, Pietroni ha trasformato una tradizionale testata femminile per casalinghe in un settimanale moderno e spregiudicato, con una grande attenzione prima al femminismo come fatto sociale, poi al fenomeno, emergente, della ricerca di obiettivi personali e di carriera da parte delle donne italiane;
- Il mensile Max è nato invece come galleria di personaggi trasgressivi e determinati che, nella proiezione del lettore, dovevano rappresentare l'individuo tipico di una certa cultura degli anni ottanta (di qui lo slogan Io esiste con cui «Max» è stato lanciato e pubblicizzato per anni);
- Il supplemento Sette sotto la direzione di Pietroni ha rilanciato il giornalismo d'immagine, fondato sulla fotografia d'autore e sulla convinzione che un periodico illustrato nell'era televisiva potesse conquistare un suo pubblico solo proponendosi alla lettura «come un insieme di fotografie che, diversamente dalle parole, proiettano il lettore nella dimensione dell'Essere e non del Divenire»[3] Il precursore italiano del giornalismo d'immagine è stato Leo Longanesi, che ha fondato e diretto a Roma nel 1945 «Sette. Settimanale di varietà».

In generale, Pietroni ha sempre creduto nel suo metodo "teatrale": costruire un giornale come se fosse un personaggio. «Amica»: la donna anticonformista e trasgressiva. «Max»: l'eroe determinato a compiere la sua missione oltrepassando ogni limite. «Sette»: il fotografo che racconta il mondo attraverso il suo punto di vista.
 
Ha sempre puntato molto sulla rilevanza della veste grafica e tipografica dei periodici, utilizzando anche le innovazioni tecniche via via consentite dall'introduzione dei software informatici. Pietroni ha innovato anche dal punto di vista manageriale. Nel periodo in cui ha diretto «Amica» e «Max», infatti, ha svolto contemporaneamente il ruolo di direttore responsabile e direttore editoriale, intrattenendo personalmente i rapporti con gli inserzionisti. La scelta si è rivelata felice: le due testate hanno avuto successo, oltre che in edicola, anche nella raccolta pubblicitaria.
Nel 1990 si consuma il divorzio tra RCS e Pietroni, che passa alla Condé Nast come direttore editoriale. Per il gruppo statunitense fonda i mensili «Vanity Fair» e «Myster». Qui subisce l'unica grande delusione della sua carriera: nonostante un contratto di tre anni, viene sollevato dall'incarico dopo poco più di un anno in seguito a un conflitto radicale con l'amministratore delegato Attilio Fontanesi per motivi che non sono mai stati chiariti.
Passato a Class Editori di Paolo Panerai nel 1992, Pietroni è nominato direttore dei periodici della casa editrice. Cura la ristrutturazione del mensile «Class»; fonda e dirige il mensile femminile «Madame Class». 

Nel 1995 è chiamato a Torino da Ezio Mauro per creare e dirigere il settimanale illustrato «Specchio della Stampa». 

Chiude la sua carriera giornalistica di nuovo alla Rizzoli nel 2005 fondando e dirigendo il settimanale «Ok La salute prima di tutto».

### Attività teatrale
Nel 2010 Pietroni è uscito dal giornalismo per ritornare al suo primo grande amore: il teatro, a cui deve principalmente il suo più volte ribadito "metodo teatrale" nel costruire la personalità dei suoi giornali. Nel 2011 ha fondato la compagnia teatrale «Teatro Tango». Le sue commedie sono andate in scena al Teatro Filodrammatici di Milano
Dal 2017 Pietroni si è impegnato, in collaborazione con la Caritas Lombarda, a trovare soci finanziatori per la ristrutturazione del Teatro delle Arti (ex Teatro Marionette Colla). Una volta recuperata, la sala avrebbe dovuto prendere il nome di «Teatro Buzzati 43» Sono poi sopravvenute difficoltà finanziarie mai superate e il progetto è stato sospeso.

### Attività letteraria
Come scrittore Pietroni è noto soprattutto per essere autore del best seller Sotto il vestito niente, pubblicato nel 1983 con lo pseudonimo di Marco Parma (dal nome della sua città natale): da questo libro nel 1985 è stato tratto l'omonimo film, affidato in un primo momento alla direzione di Michelangelo Antonioni e infine diretto da Carlo Vanzina. Per anni Pietroni ha negato di essere Marco Parma, probabilmente perché (come direttore di «Amica») temeva possibili conseguenze negative nei rapporti con gli inserzionisti della moda italiana. Con lo stesso pseudonimo Pietroni ha poi scritto I segreti di una piccola città (1992) e Ciao Max, 100 storie sotto il cuscino (2000).

## Riconoscimenti
- 1980 - Premio Glaxo CEE per la divulgazione scientifica: Riconoscimento speciale[5].

## Opere

### Romanzi
- Candida, Editore Pietroni, 1952
- In Nome del Padre, del figlio e della Madre, Edizioni Il Formichiere, 1976
- M'ama non m'ama, Sperling & Kupfer Editori, 1979
- Marius, Rizzoli Editore, 1980
- Sotto il vestito niente, Longanesi, 1983
- Ombre, Edizioni Rizzardi, con una acquaforte di Mimmo Paladino, 1983
- I segreti di una piccola città, Longanesi, 1992
- Ciao Max, Bompiani, 2000
- Io sono un angelo nero, Barion, 2014
- Caro Tex ti scrivo, Cairo, 2020

### Teatro
Paolo Pietroni ha scritto sei commedie: 
- Quaggiù,
- Artemide,
- Segreti,
- Il Tango di Stravinsky,
- Un Amore,
- Ora Pro Nobis.